# Rhaisa Batista
Rhaisa Batista (Recife, 8 de março de 1990) é uma modelo e atriz brasileira.

## Biografia
Filha de um funcionário público e de uma dona de casa, Rhaisa nasceu em Recife mas foi criada em Lagoa de Itaenga, interior do estado, onde vivem seus pais.
Rhaisa começou a trabalhar como modelo na adolescência em Recife, e logo se mudou para trabalhar em São Paulo. Fez vários desfiles, editoriais, e campanhas de moda no Brasil, e no exterior.
Em 2012, ela foi convidada a participar da série Louco por Elas e depois estreou em novelas no horário das seis em Lado a Lado, interpretando Esther Vieira, sobrinha de Margarida (Bia Seidl) que, por intermédio de Constância (Patrícia Pillar), se aproxima de Albertinho (Rafael Cardoso).

## Filmografia

### Televisão
| Ano     | Título                  | Personagem                        | Notas                                |
| ------- | ----------------------- | --------------------------------- | ------------------------------------ |
| 2012    | Louco por Elas          | Sofia                             | Episódio: "12 de março"              |
| 2012    | Lado a Lado             | Esther Lemos Vieira               |                                      |
| 2013    | Malhação                | Ulla                              |                                      |
| 2013    | Joia Rara               | Thereza                           | Episódios: "26–28 de outubro"        |
| 2014    | O Caçador               | Liandra (moça que ajuda André)    |                                      |
| 2014    | Império                 | Luíza                             |                                      |
| 2015    | Verdades Secretas       | Mayra Chagas                      |                                      |
| 2017    | Sem Volta               | Malena Villen Barreto             | [ 4 ] [ 5 ]                          |
| 2019-20 | Bom Sucesso             | Marie                             |                                      |
| 2019    | Vai que Cola            | Emily Fernandes                   | [ 7 ]                                |
| 2021    | Gênesis                 | Muriel                            | Fase: "José do Egito"                |
| 2022    | Todas as Garotas em Mim | Heloísa Torres Sampaio            | [ 10 ] [ 11 ]                        |
| 2022-23 | Reis                    | Rispa                             | [ 12 ]                               |
| 2024    | Bom Dia, Verônica       | Melina                            |                                      |
| 2024    | No Rancho Fundo         | Maria da Fé Freitas Rosalino (Fé) |                                      |
| 2025    | Vale Tudo               | Cláudia                           | Episódios: "3 de abril – 17 de maio" |

### Cinema
| Ano  | Título                   | Personagem |
| ---- | ------------------------ | ---------- |
| 2015 | S.O.S. Mulheres ao Mar 2 | Anitta     |
| 2016 | Minha Mãe É Uma Peça 2   | Cecília    |
| 2019 | Recife Assombrado        | Rúbia      |
| 2025 | Milagre do Destino       | Lucimar    |